# Bliss (kráter)

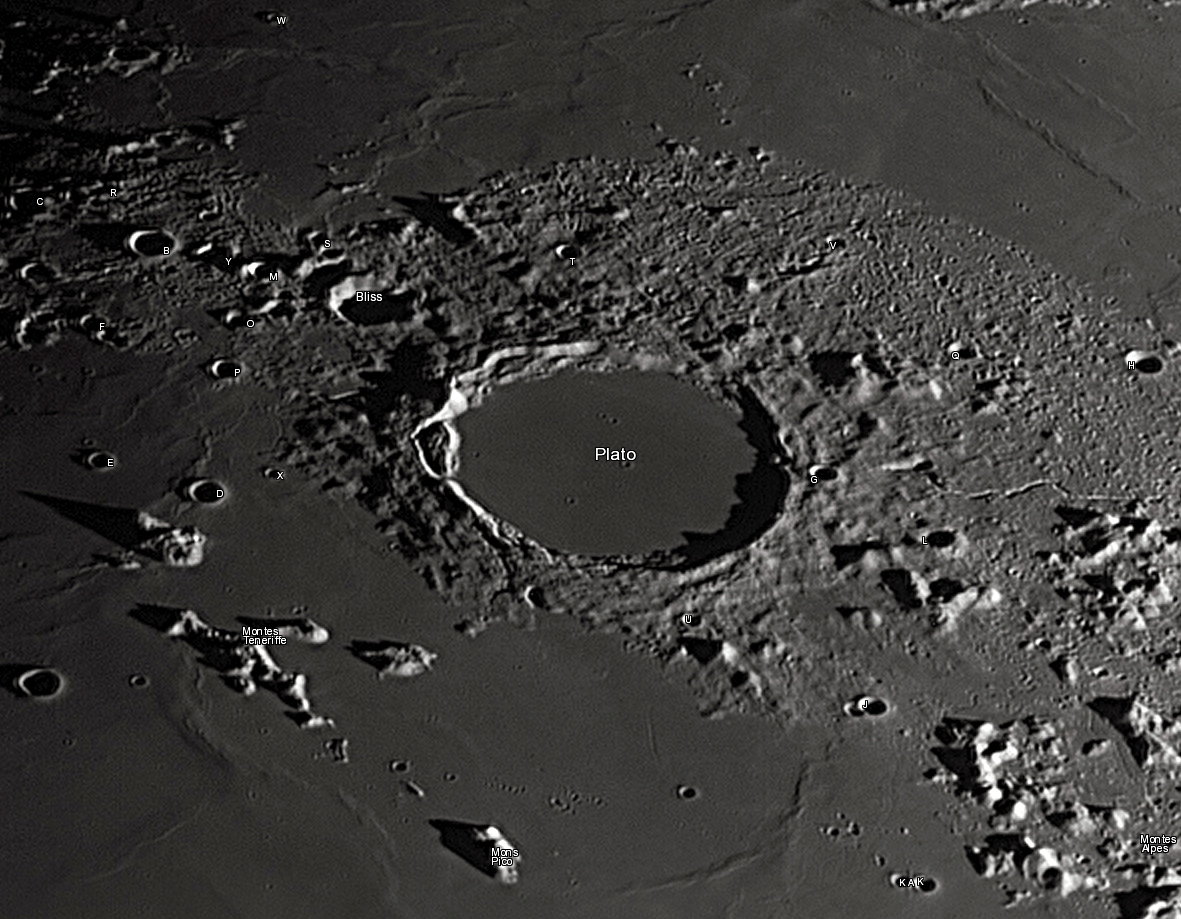
Poloha kráterů Plato a Bliss

Bliss je nevelký měsíční impaktní kráter nacházející v blízkosti (západně) velkého lávou zaplaveného kráteru Plato na přivrácené straně Měsíce. Leží na „pevninském“ terénu mezi měsíčními moři Mare Imbrium na jihu a Mare Frigoris na severu.
Má průměr cca 20 kilometrů.
Je pojmenován podle anglického astronoma Nathaniela Blisse (1700–1764). Než jej v roce 2000 Mezinárodní astronomická unie pojmenovala na současný název, nesl označení Plato A.